# Aryamehr Cup 1975
L'Aryamehr Cup 1975 è stato un torneo di tennis giocato sulla terra rossa. È stata la 5ª edizione dell'Aryamehr Cup, che fa parte del Commercial Union Assurance Grand Prix 1975. Si è giocato a Teheran in Iran, dal 20 al 26 ottobre 1975.

## Campioni

### Singolare
Eddie Dibbs ha battuto in finale  Iván Molina con il punteggio di 1–6 6–4 7–5 6–4

### Doppio
Juan Gisbert /  Manuel Orantes hanno battuto in finale  Bob Hewitt /  Frew McMillan con il punteggio di 7–5, 6–7, 6–1, 6–4